# 山崎浩一
山崎 浩一（やまざき こういち、1954年2月18日 - ）は、日本のコラムニスト。

## 人物
神奈川県横浜市出身。1976年に早稲田大学政治経済学部政治学科を卒業した。エッセイストの山田真理は妻。
著書は2014年が最後であるが、2021年時点で雑誌『フリースタイル』に、2022年時点で漫画雑誌『ビッグコミックオリジナル』にコラムを寄稿している。

## 著書

### 単著
- 『なぜなにキーワード図鑑』冬樹社<Hybrid panorama book>、1984年
  - 新潮社<新潮文庫>、1987年
- 『早熟のカリキュラム : 近未来少年少女倶楽部 山崎浩一ひとりマガジン』朝日出版社<週刊本 vol.43>、1985年
- 『ひとり大コラム 僕的情報整理術』光文社<光文社文庫>、1986年
- 『退屈なパラダイス』筑摩書房、1988年
  - ちくま文庫、1992年
- 『そこそこトレンディ  <そんなバカな!時代>を見晴らすための60講』PHP研究所、1989年
- 『書物観光』河出書房新社、1990年
- 『SFコラム 古代トーキョー大発掘』日本経済新聞出版、1991年
- 『リアルタイムズ 光速の失楽園』河出書房新社、1992年
- 『平成CM私観』講談社、1992年
- 『男女論』紀伊国屋書店、1993年
- 『情報狂時代  Pop critic』（イラストレーション：ひさうちみちお）小学館、1994年
- 『山崎浩一の世紀末ブックファイル 1986‐1996』小学館<DIME BOOKS>、1996年
- 『危険な文章講座』筑摩書房<ちくま新書>、1998年
- 『複眼思考の独習帳』（イラストレーション：ひさうちみちお）学陽書房、2000年
- 『千語一語物語』（イラストレーション：ひさうちみちお）実業之日本社、2002年
- 『雑誌のカタチ―編集者とデザイナーがつくった夢』工作舎、2006年
- 『山崎浩一のデジゴト画報―3Dプリンターの幻想、音楽の未来、リベンジポルノまで』角川アスキー総合研究所<週刊アスキー・ワンテーマ> (Kindle版)、 2014年

### 共著・編著
- 津村喬『からだの言いぶん  しなやかトレーニング実技編』（イラストを担当）野草社、1981年
- （責任編集）『地球サミットlive in Rio』朝日新聞社、1992年
- 『だからこそライターになって欲しい人のためのブックガイド』（田村章・中森明夫との共著）太田出版、1995年
- 『新世紀サッカー倶楽部―もしも世界の言葉がサッカーであったなら』（後藤健生・大住良之・富樫洋一との共著）双葉社、2003年